# Langhirano
Langhirano (en dialecte parmesan Langhiràn ) est une commune de la province de Parme en Émilie-Romagne (Italie).

## Administration
| Période                                  | Période  | Identité      | Étiquette       | Qualité |
| ---------------------------------------- | -------- | ------------- | --------------- | ------- |
| 14 juin 2004                             | En cours | Stefano Bovis | Centro-Sinistra |         |
| Les données manquantes sont à compléter. |          |               |                 |         |

### Hameaux
Antesica, Arola, Berzola, Calicella, Casatico, Case Manfredelli, Case Ughi, Cattabiano, Costa di Castrignano, Cozzano, Fontana, Goiano, Il Chioso, Manzano, Mattaleto, Pastorello, Pilastro, Pranello, Querceto, Quinzano, Riano, Sodina, Strognano, Tabbiano, Tordenaso, Torrechiara, Valle di Castrignano, Vidiana, Villaggio Pineta

### Communes limitrophes
Calestano, Corniglio, Felino, Lesignano de' Bagni, Neviano degli Arduini, Parme, Tizzano Val Parma

### Évolution démographique
Habitants recensés

## Personnalités liées à la commune
- Charles Jegge, moine cistercien est natif de la commune.

## Jumelage
- Espalion (Aveyron) France
- Tauste (Espagne)
- Nove (Italie)